# 박태호 (연출가)
박태호(1960년 6월 17일 ~ )는 대한민국의 방송 프로듀서이다. 1984년 KBS 예능본부에 입사하여, 수많은 6시 내고향, 슈퍼TV 일요일은 즐거워, TV는 사랑을 싣고, 전국 노래자랑, 연예가중계, 열린음악회 등을 연출했다. 2003년 11월 8일부터 2006년 3월 11일까지 연예가중계 제작 당시 직접 MC를 맡아 화제가 되었고 2012년 12월 28일 KBS 예능본부 국장이 되었고 2015년 12월부터는 KBS 미디어 콘텐츠기획본부장이 되었으며 이후 KBS에 퇴사하여 MBN로 이적하여 제작본부장이 되었다.

## 학력
- 천안중앙고등학교 (졸업)
- 국민대학교 정치외교학과 (학사)
- 한양대학교 언론정보대학원 방송ㆍ영상전공 (석사)

## 주요 경력
- KBS 시사교양본부 PD
- KBS TV제작본부 예능운영팀장 (차장급)
- KBS 예능본부 편성기획팀장 (국장급)
- KBS 미디어 콘텐츠기획본부장
- MBN 제작본부장
- 국민의힘 제20대 대통령 선거 선거대책본부 홍보미디어본부장
- 2025년 1월 1일 ~ TBS 대표이사 사장

## 제작 프로그램
- TV는 사랑을 싣고 (연출)
- 열린음악회 (연출)
- 전국 노래자랑 (연출), (CP)
- 국악한마당 (CP)
- 스타 골든벨 (CP)
- 비타민 (CP)
- 미녀들의 수다 (편성 기획)
- 연예가중계 (연출), (CP), (MC)
- 슈퍼TV 일요일은 즐거워 (연출)
- 6시 내고향 (연출)

## 출연 프로그램
- 1박 2일 (게스트)